# August von Kortzfleisch
August Louis Emil Achatius von Kortzfleisch (* 25. April 1811 in Krausen, Kreis Stallupönen; † 7. Januar 1890 in Erfurt) war ein preußischer Generalmajor.

## Leben

### Herkunft
August war ein Sohn von Friedrich Otto von Kortzfleisch (1758–1836) und dessen Ehefrau Charlotte, geborene von Lebbin (1783–1865). Sein Vater war preußischer Rittmeister sowie Herr auf Worplack und Krausen. Er hatte noch vierzehn Geschwister.

### Militärkarriere
Kortzfleisch besuchte die Kadettenhäuser in Kadett und Berlin. Anschließend wurde er 25. Juli 1828 als Portepeefähnrich im 3. Infanterie-Regiment der Preußischen Armee angestellt und avancierte bis Mitte November 1831 zum Sekondeleutnant. Vom 3. Februar 1841 bis zum 8. Oktober 1846 war er als Adjutant und Rechnungsführer des II. Bataillons im 3. Landwehr-Regiment in Gumbinnen kommandiert. Zwischenzeitlich stieg er Mitte November 1845 zum Premierleutnant auf. Nach seiner Rückkehr in sein Stammregiment wurde er am 18. Januar 1851 Hauptmann und Kompaniechef. Am 27. März 1858 wurde er zum Major befördert und am 5. Oktober 1858 als Kommandeur in das 1. kombinierte Reserve-Bataillon versetzt. Daran schloss sich am 30. August 1859 eine Verwendung als Kommandeur des Landwehr-Bataillons des 34. Infanterie-Regiments (2. Reserve-Regiment) in Ortelsburg an. Mit der Formierung dieses Verbandes zum Pommerschen Füsilier-Regiments Nr. 34 wurde Kortzfleisch Anfang Juli 1860 zum Kommandeur des III. Bataillons ernannt und am 18. Oktober 1861 zum Oberstleutnant befördert.
Am 18. April 1865 erfolgte seine Ernennung zum Brigadier der 2. Gendarmerie-Brigade in Stettin und Mitte Juli 1865 erhielt er den Charakter als Oberst. Für die Dauer der Mobilmachung anlässlich des Deutschen Krieg war Kortzfleisch 1866 Kommandeur des 4. Westfälischen Landwehr-Infanterie-Regiments Nr. 17. In dieser Eigenschaft erhielt er am 8. Juni 1866 das Patent zu seinem Dienstgrad. Nach dem Friedensschluss wurde er am 21. Februar 1867 dem Offizierskorps der Landgendarmerie aggregiert und zum Kommandeur des Landgendarmerie im Bereich des IX. Armee-Korps ernannt. Vom 28. April 1868 bis zum 8. Juni 1870 war Kortzfleisch Brigadier der 9. Gendarmerie-Brigade in Schleswig. Anschließend wurde er unter Verleihung des Charakters als Generalmajor mit Pension aus dem Dienst verabschiedet. Er starb am 7. Januar 1890 in Erfurt.

### Familie
Kortzfleisch heiratete am 23. August 1841 in Guttstadt Johanna Gräfin von der Goltz (1820–1856). Das Paar hatte mehrere Kinder:
- Oskar (1842–1871), preußischer Hauptmann und Kompaniechef
- Georg (* 1850), preußischer Hauptmann ⚭ 1872 Therese von Livonius (* 1850)
- Alma (* 1851) ⚭ 1873 Friedrich von Krogh (1846–1928), Generalleutnant
- Magdalene (*/† 1856)